# Bantiinae
Bantiinae – podrodzina modliszek z podrzędu Eumantodea i rodziny Thespidae. Obejmuje 21 opisanych gatunków. Zamieszkują Amerykę Centralną oraz północną i wschodnią część Ameryki Południowej.

## Morfologia
Modliszki o rozmiarach od drobnych do niewielkich, osiągające od 9 do 25 mm długości ciała. Ubarwienie mają brązowe, w odcieniach od jasnych po ciemne. 
U samców skrzydła w pozycji spoczynkowej sięgają poza wierzchołek płytki subgenitalnej odwłoka. Samice są zupełnie bezskrzydłe. Chwytne odnóże przedniej pary ma na goleni od jednego do dziewięciu kolców przednio-brzusznych i od dwóch do siedmiu kolców tylno-brzusznych, przy czym kolce w tym samym szeregu różnią zwykle się rozmiarami. Z wyjątkiem rodzajów Bantiella i Diabantia najbardziej odsiebnie położone jeden lub dwa kolce spośród szeregu przednio-brzusznego przesunięte są na stronę grzbietowo-boczną lub grzbietową.
Genitalia samca mają całkowicie zesklerotyzowane fallomery. Autapomorfią podrodziny jest całkowite zlanie się na przedzie blaszki grzbietowej fallomeru lewego z fallomerem brzusznym w jedną strukturę o nieregularnych wewnętrznych krawędziach, która z powodu rozległego pośrodkowego wcięcia przybiera kształt litery „U”.

## Ekologia i występowanie
Owady te zamieszkują wilgotne lasy równikowe, zarówno na nizinach, jak i w górach, dochodząc w Andach do średnich wysokości. Bytują w różnych siedliskach. Niektóre żyją w piętrze ściółki na dnie lasu, gdzie stosują mimikrę względem mrówek z gatunku Pachycondyla apicalis. Samce części rodzajów są dobrymi lotnikami.
Przedstawiciele podrodziny zamieszkują krainę neotropikalną, od Ameryki Centralnej na północy przez Amazonię po formację Mata Atlântica na południu Brazylii.

## Taksonomia i ewolucja
Takson ten wprowadzony został w 2016 roku przez Julia Rivierę i Gavina J. Svensona na łamach „Systematic Entomology” jako podrodzina w obrębie rodziny Thespidae. Autorzy wyróżnili go na podstawie wyników molekularnej analizy filogenetycznej. W uprzednio stosowanym systemie Reinharda Ehrmanna i Rogera Roya z 2002 roku zaliczone doń rodzaje umieszczane były w plemionach Oligonicini i Pogonogasterini podrodziny Oligonicinae. W uwzględniającym także dane morfologiczne systemie Chirstiana J. Schwarza i Roya z 2019 roku podtrzymano klasyfikację Riviery i Svensona.
Do podrodziny zalicza się 21 opisanych gatunków, sklasyfikowanych w sześciu rodzajach:
- Bantia Stål, 1877
- Bantiella Giglio-Tos, 1915
- Diabantia Giglio-Tos, 1915
- Mantillica Westwood, 1889
- Mantellias Westwood, 1889
- Thrinaconyx Saussure, 1892

Według wyników analiz Riviery i Svensona z 2016 roku Bantiinae zajmują pozycję siostrzaną dla Pseudomiopteryginae, tworząc z nimi klad siostrzany dla kladu obejmującego Miobantiinae i Thespinae, natomiast pozycja Pseudopogonogastrinae w obrębie Thespidae jest bazalna.